# Sheffield United Football Club
El Sheffield United Football Club es un club de fútbol profesional de Sheffield, Yorkshire del Sur, (Inglaterra) Reino Unido. A partir de la temporada 2024-25 competirá en la Championship, la segunda categoría del fútbol inglés. Se formaron en 1889, como una rama del «Sheffield United Cricket Club», y son apodados Los Sables debido a la historia de la producción de acero de Sheffield. Han jugado partidos en casa en Bramall Lane desde su formación.
Sheffield United ganó la Liga de Fútbol original en 1898 y la FA Cup en 1899, 1902, 1915 y 1925. Fueron finalistas derrotados en la FA Cup en 1901 y 1936, y alcanzaron las semifinales en 1961, 1993, 1998, 2003, 2014 y 2023. Llegaron a las semifinales de la Copa de la Liga en 2003 y 2015.
Sheffield United fue el primer club del fútbol inglés en lograr el ascenso de la recién formada Segunda División a la Primera División en 1892–93. El club también fue miembro fundador de la Premier League en la temporada 1992-93, durante la cual anotó el primer gol de la era de la Premier League. Brian Deane fue el autor del primer gol en la victoria por 2-1 en Bramall Lane, contra el eventual campeón, el Manchester United.
Desde la formación del club, ha jugado en los niveles 1 al 4 de la liga de fútbol. Es uno de los cuatro únicos clubes que han terminado como campeones de cada uno de los cuatro primeros niveles de la liga de fútbol. Sin embargo, la mayor parte de la historia del club se ha pasado en el nivel 1.
Durante la mayor parte de la historia del club han jugado con camisetas de rayas rojas y blancas con pantalones cortos negros. Sus rivales más cercanos son Sheffield Wednesday, con quien disputan el derbi de Steel City.

## Historia
El Sheffield United Football Club (también conocido como The Blades) fue fundado en 1889. El equipo empezó siendo un equipo de Críquet. Fue el primer equipo del Reino Unido en llevar el distintivo de United, que posteriormente adoptarían equipos como Leeds United, West Ham United o Manchester United.
Disputan partidos de máxima rivalidad con el Sheffield Wednesday. Los partidos entre estos dos equipos son conocidos en Inglaterra como el Steel City Derby; de los 119 partidos que se han disputado en el Steel City derbi, el Sheffield United ha ganado 42, el Sheffield Wednesday 36, y ha habido 36 empates.
En 1898 el equipo gana su primera Liga.
Después de ascender en la temporada anterior, para la campaña 2007-08 vuelve a la Football League Championship, donde 3 años más tarde vuelve a bajar de categoría, esta vez a la Football League One, donde estaría hasta la temporada 2016-17, ya que ascendería de forma directa a la Football League Championship tras finalizar puntero en dicha temporada.
En la temporada 2019-20 de la Premier League participó como club ascendido después de lograr una increíble campaña quedando segundo en la EFL Championship (Segunda división inglesa de fútbol).
A pesar de que fueron considerados candidatos al descenso, el Sheffield United realizó una campaña extraordinaria en su regreso a la Premier League, estando la mayor parte de la temporada peleando por entrar en competiciones europeas. Finalmente, el club acabó la temporada en un muy meritorio 9° lugar.
En la Siguiente Temporada 20-21 el club se esperaba más de ellos Pero terminaron en la casilla 20° con 23 unidades devolviendo a la championship a la temporada siguiente 
En la temporada 21/22 eran favoritos a ascender a la premier league. Aunque lograrón un 5° Puesto que les consedia un puesto en el play-off no lo lograrón al ser derrotados por el Nottingham Forest por un global de 3-3 y cayendo por penales 3-2. 
A pesar de ese fracaso Paul Heckingbottom Siguió como entrenador. En la temporada 2022/23 terminó en 2.ª posición por detrás de Burnley y por consecuencia ascendió a la Premier League.

## Historial
| - 1892–1893 Division 2 - 1893–1934 Division 1 - 1934–1939 Division 2 - 1946–1949 Division 1 - 1949–1953 Division 2 - 1953–1956 Division 1 | - 1956–1961 Division 2 - 1961–1968 Division 1 - 1968–1971 Division 2 - 1971–1976 Division 1 - 1976–1979 Division 2 - 1979–1981 Division 3 | - 1981–1982 Division 4 - 1982–1984 Division 3 - 1984–1988 Division 2 - 1988–1989 Division 3 - 1989–1990 Division 2 - 1990–1992 Division 1 | - 1992–1994 Premier League - 1994–2004 Division 1 - 2004–2006 Championship - 2006–2007 Premier League - 2007–2011 Championship - 2011–2017 League One | - 2017–2019 Championship - 2019–2021 Premier League - 2021–2023 Championship - 2023–2024 Premier League - 2024–Act. Championship |

- Temporadas en el 1.er nivel del Sistema de ligas de fútbol de Inglaterra: 62
- Temporadas en el 2.º nivel del Sistema de ligas de fútbol de Inglaterra: 44
- Temporadas en el 3.er nivel del Sistema de ligas de fútbol de Inglaterra: 11
- Temporadas en el 4.º nivel del Sistema de ligas de fútbol de Inglaterra: 1

|           |                |     |    |    |    |    |    |     |     |
| Temporada | Liga           | Pos | P  | G  | E  | P  | F  | C   | Pts |
| 2014–15   | League One     | 5   | 46 | 19 | 14 | 13 | 66 | 53  | 71  |
| 2015–16   | League One     | 11  | 46 | 19 | 12 | 16 | 64 | 59  | 66  |
| 2016–17   | League One     | 1   | 46 | 30 | 10 | 6  | 92 | 47  | 100 |
| 2017–18   | Championship   | 10  | 46 | 20 | 9  | 17 | 62 | 55  | 69  |
| 2018–19   | Championship   | 2   | 46 | 26 | 11 | 9  | 78 | 41  | 89  |
| 2019–20   | Premier League | 9   | 38 | 14 | 12 | 12 | 39 | 39  | 54  |
| 2020–21   | Premier League | 20  | 38 | 7  | 2  | 29 | 20 | 63  | 23  |
| 2021–22   | Championship   | 5   | 46 | 21 | 12 | 13 | 63 | 45  | 75  |
| 2022–23   | Championship   | 2   | 46 | 28 | 7  | 11 | 73 | 39  | 91  |
| 2023–24   | Premier League | 20  | 38 | 3  | 7  | 28 | 35 | 104 | 16  |

Pos = Posición; P = Partidos; G = Ganados; E = Empatados; P = Perdidos; F = Goles a favor; C = Goles en contra; Pts = Puntos

## Uniforme
- Uniforme titular: Camiseta rojiblanca, pantalón negro y medias negras.
- Uniforme alternativo: Camiseta blanca con líneas doradas, pantalón blanco y medias blancas.
- Tercer uniforme: Camiseta lila, pantalón lila y medias lilas.

### Evolución del1.erUniforme
| 2014–2015 | 2015–2016 | 2016–2017 | 2017–2018 | 2018–2019 | 2019–2020 | 2020–2021 | 2021–2022 | 2022–2023 |
| 2023–2024 | 2024–2025 |           |           |           |           |           |           |           |

## Estadio
Bramall Lane, fundado el 29 de diciembre de 1862, con capacidad para 30.936 personas.
Antes de cada partido los aficionados cantan la famosa "Greasy Chip Butty Song" que hace referencia a un famoso sándwich que se consume en la ciudad de Sheffield.

## Palmarés

### Torneos nacionales (6)
| Competiciones nacionales               | Títulos                             | Subcampeonatos                                                          |
| -------------------------------------- | ----------------------------------- | ----------------------------------------------------------------------- |
| Primera División (1/2)                 | 1897-98.                            | 1896-97, 1899-00.                                                       |
| FA Cup (4/2)                           | 1888-89, 1901-02, 1914-15, 1924-25. | 1900-01, 1935-36.                                                       |
| Sheriff of London Charity Shield (1/0) | 1898 (compartido).                  |                                                                         |
|                                        |                                     |                                                                         |
| Football League North (1/0)            | 1945-46.                            |                                                                         |
| Segunda División (1/8)                 | 1952-53.                            | 1892-93, 1938-39, 1960-61, 1970-71, 1989-90, 2005-06, 2018-19, 2022-23. |
| Tercera División (1/1)                 | 2016-17.                            | 1988-89.                                                                |
| Cuarta División (1/0)                  | 1981-82.                            |                                                                         |

### Torneos internacionales amistosos
| Competiciones internacionales | Títulos | Subcampeonatos |
| ----------------------------- | ------- | -------------- |
| Copa JPL Cisk Lager (1/0)     | 2010    |                |

Nota: en negrita competiciones vigentes en la actualidad.

## Anécdotas
El club tuvo durante cinco años otro equipo en China llamado Chengdu Blades que utilizaba la misma equipación y escudo que el Sheffield United FC.